# Adoretus sexdentatus
Adoretus sexdentatus är en skalbaggsart som beskrevs av Lin 1974. Adoretus sexdentatus ingår i släktet Adoretus och familjen Rutelidae. Inga underarter finns listade i Catalogue of Life.